# 9991 Анежка
9991 Анежка (1997 TY7, 1977 DX9, 1983 GV1, 1994 BZ, 9991 Anežka) — астероїд головного поясу, відкритий 5 жовтня 1997 року.
Тіссеранів параметр щодо Юпітера — 3,173.